# Minerva (New York)
Pour les articles homonymes, voir Minerva.

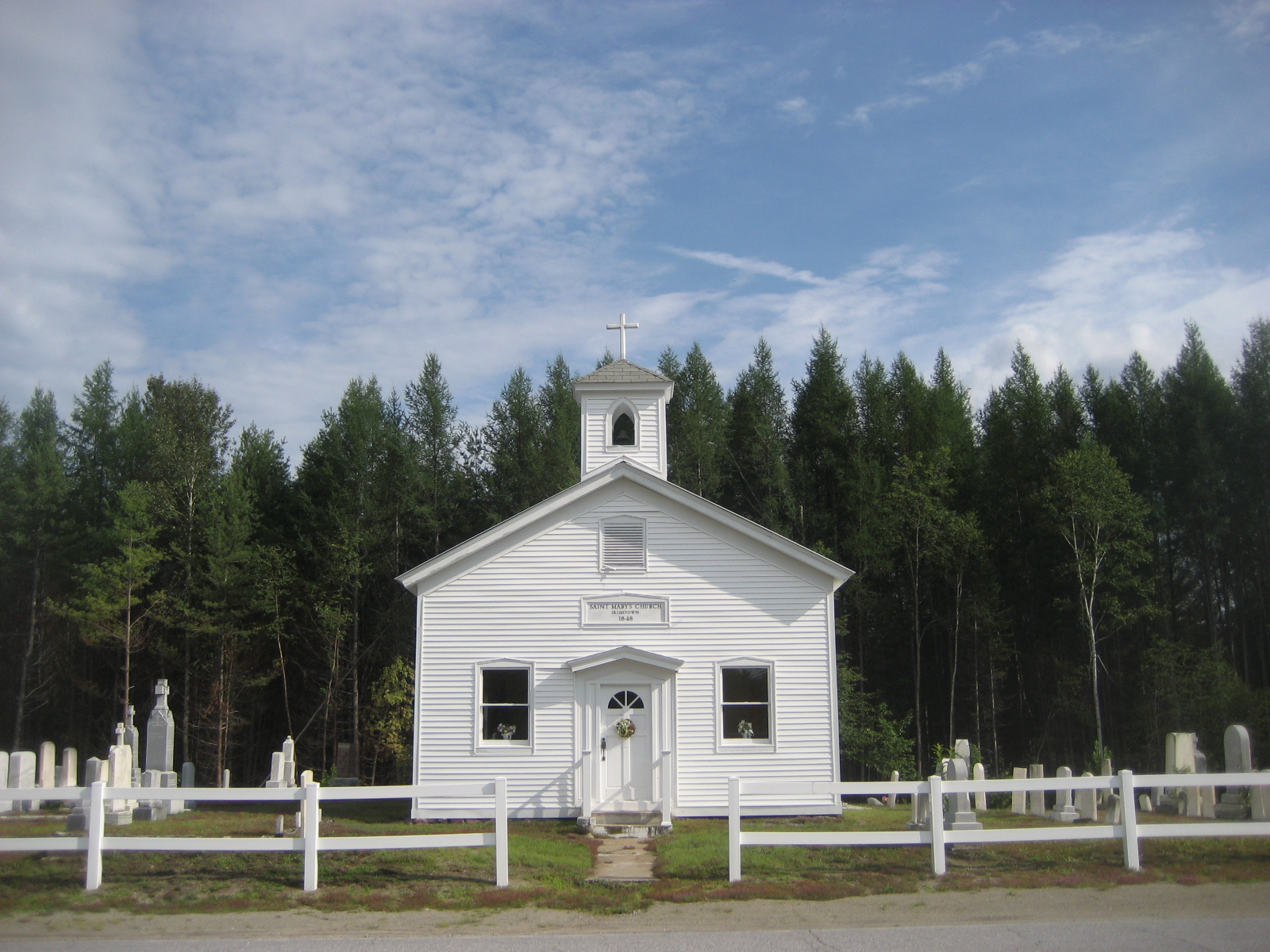
Église Sainte-Marie à Irishtown.

Minerva est une municipalité (town) américaine de l'État de New York, située dans le comté d'Essex.

## Géographie
La municipalité s'étend sur 415,1 km2 autour de la localité du même nom dans le parc Adirondack, à l'extrémité sud-ouest du comté d'Essex, à 150 km au nord d'Albany,. Son territoire  comprend une partie principale reliée par un étroit corridor à une seconde partie de forme triangulaire à l'ouest, séparées par le territoire de sa voisine Newcomb. Elle est baignée au sud par le cours supérieur de l'Hudson et son affluent l'Indian River.
Elle comprend les localités de Boreas River, Irishtown, Leonardsville, Loch Muller, Minerva, Moose Pond Club, Northwoods Club, Olmstedville, Pudding Hollow et Stillwater.
| Long Lake   | Newcomb | North Hudson |
| Indian Lake | Minerva | Schroon      |
|             | Chester |              |

## Histoire
La municipalité est créée en 1817 par détachement d'une partie de celle de Schroon. En 1828, Minerva est elle-même divisée pour former Newcomb.

## Politique et administration
La municipalité est administrée par un superviseur et un conseil de quatre membres élus pour deux ans.